# Clémence Dumas-Côté
Pour les articles homonymes, voir Dumas.
Œuvres principales
- L'alphabet du don (poésie, 2017)
- La femme assise (poésie, 2019)

Clémence Dumas-Côté est une poétesse, artiste et performeuse québécoise née à Montréal en 1986.

## Biographie

### Formation
Clémence Dumas-Côté naît en 1986 à Montréal. Elle publie des textes dans les revues Steak Haché et Dialogis avant de remporter en 2005 le Concours intercollégial de poésie avec son poème « Le plan de décharge ». Le jury souligne le travail effectué sur la forme et sur l'imagerie ainsi que la tonalité musicale et énigmatique du poème. Elle est alors étudiante au Cégep de la Gaspésie et des Îles.
Dumas-Côté complète en 2011 des études en interprétation à l'École nationale de théâtre du Canada. En 2016, durant ses études de deuxième cycle en littérature française et création à l'Université de Sherbrooke, elle crée un zine intitulé c en v : les jambes qui gagne le prix Meilleur fanzine au Gala des prix Expozine. L'année suivante, elle termine sa maîtrise. Son mémoire comporte un essai sur les œuvres de Sophie Calle et une série de cinq récits poétiques ayant pour titre Cinq photos à te montrer. Deux d'entre eux, « Nita Monk » et « Blanche-Ghyslaine », sont publiés en 2017 dans la revue Moebius,.

### Activité artistique
En 2017, elle publie aux Herbes rouges son premier recueil de poésie, L'alphabet du don, que la revue Lettres québécoises fait figurer en décembre dans sa sélection de livres incontournables de l'année. Ses brefs poèmes de style formaliste explorent l'altérité en établissant une dualité du « je » et du « tu », qui se confondent l'un avec l'autre,. Le recueil est notamment animé par des tensions entre la déconstruction et la reconstitution, et entre la perte et le don. 
Quelques mois plus tard, l'écrivaine organise le spectacle Stances à dix dans le cadre du Festival de la poésie de Montréal, puis elle est invitée au Cabaret des brumes du Festival international de la littérature. 
En 2018, elle fait partie du jury du Grand concours littéraire de l'Université de Sherbrooke et elle participe à la troisième édition de la Nuit de la poésie francophone à Mexico en compagnie de Pascal Rambert. Elle prend également part à la 36e édition du Marché de la poésie de Paris et au spectacle La volière est un oiseau de milliards de têtes, qui est organisé dans le cadre du Festival international de la littérature. 
Son second recueil de poésie, La femme assise, paraît aux Herbes rouges en 2019. Dumas-Côté s'y inspire de l'œuvre de la photographe Francesca Woodman, à laquelle elle ne fait cependant pas nommément référence. La poétesse met en scène un dialogue entre deux antagonistes : « la femme assise » et le chœur des « poèmes ». Ce recueil formaliste est caractérisé par une forme théâtrale, et un style incarné. Il est axé autour d'une réflexion sur la création et l'écriture, et il attire l'attention sur les objets, les corps et l'extériorisation des mouvements intérieurs. 
Au fil des ans, Clémence Dumas-Côté réalise des performances artistiques, crée des zines cousus à la main, prend part à des lectures et à des événements littéraires, et conçoit et anime des ateliers d'écriture et d'interprétation,. En 2019, elle organise notamment la série d'ateliers créatifs Les Attaques poétiques. Les textes qui y sont écrits sont par la suite affichés dans l'espace public.
Entre 2017 et 2019, elle écrit des poèmes et des textes en prose pour les revues Moebius, Estuaire, Lettres québécoises, Les Écrits et Zinc.

## Œuvres

### Recueils de poésie
- L’Écrit comme présence?, Sherbrooke, Université de Sherbrooke (mémoire de maîtrise en littérature et création), 2017, partie I (« Cinq photos à te montrer (récits poétiques) »), p. 21-59.

- L'alphabet du don, Montréal, Les Herbes rouges, 2017, 80 p. (ISBN 978-2-89419-597-0).

- La femme assise, Montréal, Les Herbes rouges, 2019, 72 p. (ISBN 978-2-89419-680-9).

### Contributions
- « Le plan de décharge », Brèves littéraires, no 70,‎ printemps 2005, p. 53 (ISSN 1194-8159, lire en ligne).
- « La Saint-Barthélemy », Filles missiles,‎ 30 novembre 2016 (lire en ligne).

- « Nita Monk », Moebius, no 152,‎ février 2017, p. 9-20 (ISSN 0225-1582).
- « Sel de Saturne », Estuaire, no 168,‎ mars 2017, p. 81-92 (ISSN 0700-365X).
- « Blanche-Ghyslaine », Moebius, no 153,‎ avril 2017, p. 57-66 (ISSN 0225-1582).
- « Finale régionale amateure », Estuaire, no 173,‎ été 2018 (ISSN 0700-365X).
- « Scalpels dans l'espace », Lettres québécoises, no 174,‎ juin 2019, p. 18 (ISSN 0382-084X).
- « Long du mur les enfants noircis », Les Écrits, no 155,‎ septembre 2019, p. 88-89 (ISSN 1200-7935).
- « 23 h 09 pollinisé », Zinc, no 48,‎ octobre 2019, p. 25-29 (ISSN 1708-4504).

## Autres publications
- Nelson Charest, « Le sens mou », Voix et Images, vol. 43, no 1,‎ automne 2017, p. 127-134 (ISSN 0318-9201).
- Élisabeth Chevalier, « Le terrain miné de l'écriture », Estuaire, no 179,‎ juin 2020, p. 171-174 (ISSN 0700-365X).
- Sébastien Dulude, « Boutures », Lettres québécoises, no 167,‎ automne 2017, p. 42 (ISSN 0382-084X).
- Caroline Louisseize, « Scènes de l'écriture », Liberté, no 324,‎ été 2019, p. 65 (ISSN 0024-2020).